# Edlwang
Edlwang ist ein Gemeindeteil von Fürstenzell im Landkreis Passau.
Die Einöde liegt auf der Gemarkung Altenmarkt umgeben von einem Golfplatz. Frühere Schreibweisen waren Edlwangen, Edlwagner oder Oberirschham.